# 状元
状元是中國、朝鮮、越南科举制度中的最高榮譽，是在最後一關考試（唐朝時的省試，宋以後的殿试）中，得到進士第一名的名稱。狀元亦稱鼎元、殿元。文科的是文狀元、另外武举中的第一名，称为武状元。
中國乃至东亚科舉史上的第一位狀元是孙伏伽（一说651年的颜康成）。科舉史上最後一位狀元則是越南阮朝於1919年舉行、東亞歷史上最後一次科舉之進士第一名阮豐貽。
狀元這名稱跟榜眼、探花一樣世稱“三鼎甲”，其實都是社會上習慣使用的稱呼。在公家正式發佈的「金榜」之上，只會稱狀元為「一甲第一名」。榜眼則「一甲第二名」，探花是「一甲第三名」。而越南在陳朝之前一甲第一名還沒有確立“狀元”名號，沒有固定稱呼，今天越南人稱為“首科”，意為第一名。

## 中國的狀元
中國歷史上第一个状元为唐朝武德五年（622年）的状元孙伏伽。最后一个状元为清朝光绪三十年（1904年）状元刘春霖，1300年来共计状元504人（若包括辽朝18人、金朝15人、大西（张献忠）1人、太平天国14人，共计552人）。中國現存最早的狀元卷真跡《明朝趙秉忠殿試狀元卷》。已知較早的狀元答題為唐德宗貞元八年（792年）壬申科狀元賈稜的詩賦，該科試題為一賦（《明水賦——以「玄化無宰，至精感通」為韻》）一詩（《御溝新柳詩》），賈稜的詩、賦各見《全唐詩》和《全唐文》。
中國史上很多傑出的政治家、文學家很多都是進士出身，飽讀詩書，但是未必是狀元。理論上，狀元應是在殿試中考對策表現最出色的，但很多時候並非如此。宋代以後，定殿試名次的權力在皇帝手上。但定出誰是狀元，卻不一定全以考生作答的內容作準則。歷史上經常有因為考生的外貌、本名、籍貫等等因素改變金榜的排名。清朝皇帝更習慣以試卷的書法優劣定出高下，對策的內容反而成為了其次。（參看以名取人）
受到傳奇與小說的影響，民間通常认为只要考上了状元，就会迎娶公主成为驸马，實際上，中國歷史上既是状元又是驸马的只有一人，就是唐朝会昌二年的状元郑顥。

### 中国历代状元、普通进士统计表
| 朝代     | 开科次数 | 状元、普通进士人数 | 备註                                                                                       |
| -------- | -------- | ------------------ | ------------------------------------------------------------------------------------------ |
| 隋朝     |          | 7 （进士）         | 隋代国祚短暂，推行科举考试取得进士资格之制度，此为可稽文字资料的隋朝进士                   |
| 唐朝     | 263      | 164                | 唐开科次数一说270                                                                          |
| 五代十国 | 47       | 31                 |                                                                                            |
| 宋朝     | 118      | 118                | 據朱希召的《宋歷科狀元錄》。計北宋69人，南宋49人。                                         |
| 辽朝     | 56       | 56                 |                                                                                            |
| 西夏     | 不详     | 1                  |                                                                                            |
| 金朝     | 38（约） | 60                 |                                                                                            |
| 元朝     | 17       | 33                 | 1238年戊戌选试，状元1人，1315年开始，按汉人南人、蒙古人色目人分列左、右榜，故每科取2名状元 |
| 明朝     | 90       | 90                 | 不含崇祯十三年庚辰科恩赐史惇榜                                                             |
| 大西国   | 1        | 1                  |                                                                                            |
| 清朝     | 112      | 114                |                                                                                            |
| 太平天国 | 15（约） | 15                 |                                                                                            |
| 合计     | 757      | 690                |                                                                                            |

## 軼聞
- 《唐摭言》卷三记载郑合敬狀元及第后，跑去平康里嫖妓：“郑合敬先辈及第后，宿平康里……”[3]。

- 清咸丰六年，翁同與孫毓汶兩人最有希望作狀元。傳說兩家本來友好，孫毓汶父孫瑞珍在殿試前一晚宴請翁同龢，之後留翁住宿一宵。翁睡覺時門外竟然炮竹大作，持續至天亮。翌日殿試，翁同龢全靠人參提神，最後仍然取得狀元，孫毓汶只得第二名榜眼。

### 狀元駙馬
中國唯一的狀元駙馬是唐武宗會昌三年（842年）壬戌科狀元鄭顥。唐宣宗為萬壽公主招婿，宰相白敏中薦舉狀元鄭顥，使他成為歷史上唯一的狀元駙馬。雖然成為中國歷史的唯一，鄭顥卻以此深恨白敏中，欲除之而後快。

### 父子狀元
父子状元是指父子同为状元。中国科举考试中，状元不多，父子状元更罕见。宋代的梁灏和梁固父子为最知名的父子状元。因明冯惟敏的杂剧《不伏老》和《三字经》中“若梁灏、八十二、对大庭、魁多士”而使梁氏父子广为人知，但是，《宋史·梁颢传》和《续资治通鉴》等正史记载梁灏考中状元时年仅22岁，《不伏老》和《三字经》有误。
而实际上，除了梁灏和梁固父子外，父子状元还有：
- 唐代的归仁泽（懿宗咸通十四年，873年）和归黯（昭宗景福元年，892年）。
- 宋代的张去华（太祖建隆二年，961年）和张师德（真宗大中祥符四年，1011年）。
- 宋代的安德裕（太祖开宝二年，969年）和安守亮（开宝五年，972年）。
- 宋代的许将（仁宗嘉祐八年，1063年）和许安世（英宗治平四年，1067年）。

### 以名取人
- 明洪武十八年（1385年）乙丑科殿試前，朱元璋夢見宮中有一巨釘。閱卷時發現有貢士名為「丁顯」，正應夢境，於是授以狀元。[6]

- 明永樂二十二年（1424年）甲辰科殿試，原定狀元為孫曰恭。明成祖以「曰恭」併在一起為暴，不吉；點另一貢士「邢寬」為狀元，取意「刑寬」。[7]

- 清同治七年（1868年）戊辰科殿試，原定狀元為江蘇人王國均。因王國均與「亡國君」同音，不吉，反被貶至三甲。[8]

- 清光绪三十年（1904年）甲辰恩科殿試（科舉系統最後一次考試），原定第一名是朱汝珍，因慈禧對與珍妃相同的「珍」字不悅，而當時又適逢旱災，「春霖」、「肃宁」都有好意頭，於是改以直隸肃宁人刘春霖為狀元，朱汝珍只得榜眼。

### 九度壯元公
在朝鮮，狀元寫作「壯元」，意義和中國科舉制度有所變化，壯元可以是朝鮮所有級別考試的第一名，如朝鮮王朝儒學家李珥曾先後於漢城試、別試、生員覆試、明經試、監試初試、監試覆試、文科解試、文科覆試、文科殿試九次考取第一，被稱為「九度壯元公」。

## 相關統計

### 清朝狀元
有清一代，狀元人數為114人，官銜品級達到三品以上的比例為47.4%，三品到六品則是52.6%。
| 官職              | 人數 | 比例 |
| ----------------- | ---- | ---- |
| 大學士            | 11人 | 9.7% |
| 協辦大學士        | 3人  | 2.6% |
| 六部尚書 左都御史 | 11人 | 9.7% |
| 六部侍郎          | 16人 | 14%  |

另外，陈夔龙在其所著《梦蕉亭杂记》里有“状元多出于江浙”一文提到——

順治丙戌會試，為開國第一科，選山東聊城傅君以漸為狀元。由丙戌截至光緒甲辰廢科舉之日止，計共得會試一百十三科（鄉試同），狀元共一百十三人：內蒙古一人，順天一人，直隸三人，山東六人，河南一人，江蘇五十人，浙江二十人，安徽九人，江西三人，福建三人，陝西一人，湖北三人，湖南二人，四川一人，廣東三人，廣西四人，貴州二人。餘東三省、山西、甘肅、雲南均無人。江蘇一省幾得半數。蘇州一府計廿三人，幾得一半之半。蘇、浙文風相埒，衡以浙江一省所得之數，尚不及蘇州一府。其他各省或不及十人，或五六人，或一二人，...

## 現代用法
如今，中國大陸會称在高等學校招考中，在所在的省份取得文科或理科第一的学生为高考状元。香港中學文憑考試亦有稱考獲優異成績者作「狀元」、「超級狀元」、「終極狀元」，及曾稱中學會考九科優等或十科優等者為「九優狀元」或「十優狀元」。在台灣也會稱公務員高等考試、普通考試或是大學指定科目考試、學科能力測驗、四技二專統一入學測驗、國中會考等測驗之榜首為狀元。
現今媒體，亦將職業運動聯盟選手選秀會第一輪第一順位被挑中的球員稱之為「選秀狀元」，如NBA選秀狀元。

## 註解
1. ↑  孙伏伽是明人徐应秋《玉芝堂谈荟》、清人徐松《登科记考》等书记载的唐代高祖武德年间的进士科状元，也是现今绝大多数科举、状元类书籍记载为唐代的第一位状元。因为始创科举制度的隋代没有留下状元的资料，故而孙伏伽也就成了中国历史上第一位科举状元……颜康成，徐松《登科记考》卷二十七《附考·进士科》载于科份不详的进士名单中，然山东地方志资料中，颜康成被明确记载为唐高宗永徽二年（651年）进士科状元，如果地方志资料得到确认，颜康成将是目前所知最早的一位有确切记载的唐代状元。雍正《山东通志》卷一五《选举一》记载：“颜康成：曲阜人，状元，学士。”见《唐前期进士科状元考辨》许友根，盐城师范学院学报（人文社会科学版），第24卷第3期2004年8月。
2. ↑  《國朝科榜錄·啟定四年己未科 （页面存档备份，存于）》
3. ↑  《北里志·序》载：“诸妓皆居平康里，举子新及第，进士三司幕府，但未通朝籍，未直馆殿者，咸可就谐，如不惜所费，舟车水陆备矣。”
4. ↑  宣宗囑念萬壽公主，蓋武皇世有保護之功也。驸馬鄭尚書(颢)弟顗嘗有疾，上使訊之。使回，上問公主視疾否，曰：「無。」「何在？」曰：「在慈恩寺看戲場。」上大怒，且歎曰：「我怪士大夫不欲與我為親，良有以也。」命召公主至。公主走辇至，則立於階下，不視久之。主大懼，涕泣辭謝。上責曰：「豈有小郎病乃親看他處乎？」立遣歸宅。（《幽閒鼓吹》）
5. ↑  唐群：《历史上的状元进士之家》，中学历史教学参考，1997，（07）
6. ↑  . 北京市东城区图书馆.   [2017-09-01]. （原始内容存档于2021-02-20）.
7. ↑  宇琦. .   [2017-09-01]. 明朝永乐二十二年状元本来皇孙曰恭,榜眼皇邢宽但是到了发榜的时候,邢宽却成了状元,孙曰恭竞成了第三名,原因是永乐皇帝认为孙曰恭的名字的名字合起來就是"暴"字
8. ↑  梁溪坐觀老人. .   [2017-09-01]. 武進王頌平大令國均，戊辰進士，書法甚佳，殿試已列入前十本進呈矣，及臚唱，太后聞之曰:「好難聽。」蓋「王國均」之音與「亡國君」同也，遂抑置三甲
9. ↑  张晓波《朝鲜王朝科举中的“进士”与“壮元”》